# Joris Gnagnon
Joris Gnagnon (Bondy, 13 januari 1997) is een Franse voetballer van Ivoriaanse afkomst die doorgaans als verdediger speelt. Hij tekende in juli 2018 een contract tot medio 2023 bij Sevilla FC, dat circa €15.000.000,- voor hem betaalde aan Stade Rennes.

## Carrière
Gnagnon begon op achtjarige leeftijd met voetballen bij UF Clichy-sous-Bois, dat hij in 2008 verruilde voor FC Montfermeill. Tijdens zijn jaren hier liep hij verschillende keren stage bij clubs uit het betaald voetbal. Hij trad in 2014 uiteindelijk toe tot de jeugdopleiding van Stade Rennes. Gnagnon maakte op 16 januari 2016 zijn debuut in het eerste elftal van Rennes. Dat speelde die dag een met 2–4 gewonnen wedstrijd in de Ligue 1, uit bij Troyes. Hij viel bij aanvang van de tweede helft in voor Fallou Diagne. Vanaf het begin van het seizoen 2016/17 was hij basisspeler.
Na drie seizoenen in het eerste elftal van Rennes, tekende Gnagnon in juli 2018 een contract tot medio 2023 bij Sevilla FC, de nummer zeven van de Primera División in het voorgaande seizoen. Dat betaalde circa €15.000.000,- voor hem aan de Franse club. Het lukte hem in zijn eerste seizoen in Spanje niet om zich in de basis te spelen. Sevilla verhuurde hem in augustus 2019 voor een seizoen aan zijn oude ploeg Stade Rennes.

## Clubstatistieken
| Seizoen     | Club           | Competitie       | Competitie | Competitie | Beker | Beker | Internationaal | Internationaal | Totaal | Totaal |
| Seizoen     | Club           | Competitie       | Wed.       | Dlp.       | Wed.  | Dlp.  | Wed.           | Dlp.           | Wed.   | Dlp.   |
| ----------- | -------------- | ---------------- | ---------- | ---------- | ----- | ----- | -------------- | -------------- | ------ | ------ |
| 2015/16     | Stade Rennes   | Ligue 1          | 7          | 0          | 1     | 0     | —              | —              | 8      | 0      |
| 2016/17     | Stade Rennes   | Ligue 1          | 27         | 1          | 3     | 1     | —              | —              | 30     | 2      |
| 2017/18     | Stade Rennes   | Ligue 1          | 36         | 2          | 5     | 0     | —              | —              | 41     | 2      |
| Club totaal | Club totaal    | Club totaal      | 70         | 3          | 9     | 1     | 0              | 0              | 79     | 4      |
| 2018/19     | Sevilla FC     | Primera División | 7          | 0          | 3     | 0     | 6              | 0              | 16     | 0      |
| Club totaal | Club totaal    | Club totaal      | 7          | 0          | 3     | 0     | 6              | 0              | 16     | 0      |
| 2019/20     | → Stade Rennes | Ligue 1          | 0          | 0          | 0     | 0     | 0              | 0              | 0      | 0      |
| Club totaal | Club totaal    | Club totaal      | 7          | 0          | 3     | 0     | 6              | 0              | 16     | 0      |

Bijgewerkt t/m 31 augustus 2019

## Interlandcarrière
Gnagnon maakte deel uit van verschillende Franse nationale jeugdselecties.
1 Fernández ·
3 Pedrosa ·
4 Salas ·
6 Gudelj ·
7 Romero ·
8 Ortiz ·
9 Iheanacho ·
10 Suso ·
11 Lukebakio ·
12 Sambi Lokonga ·
13 Nyland ·
14 Peque ·
15 Montiel ·
16 Navas  ·
17 Ñíguez ·
18 Agoumé ·
19 Barco ·
20 Sow ·
21 Ejuke ·
22 Badé ·
23 Marcão ·
24 Nianzou ·
26 Sánchez ·
27 Idumbo Muzambo ·
31 Flores ·
32 Carmona ·
Coach: Pimienta
· Assistent-coach: García